# Nuoto ai Giochi della IV Olimpiade - 100 metri dorso
La gara dei 100 metri dorso dei Giochi della IV Olimpiade si è svolta i giorni 16 e 17 luglio 1908 allo Stadio di White City di Londra.

## Risultati

### Batterie
Si disputarono 7 serie. I vincitori più il miglior tempo furono ammessi alle semifinali.
| Pos. | Atleta           | Nazione     | Tempo  |
| ---- | ---------------- | ----------- | ------ |
| 1    | Arno Bieberstein | Germania    | 1'25"6 |
| 2    | Frederick Unwin  | Regno Unito | 1'29"8 |
| 3    | Hugo Jonsson     | Finlandia   | ND     |

| Pos. | Atleta          | Nazione     | Tempo  |
| ---- | --------------- | ----------- | ------ |
| 1    | Max Ritter      | Germania    | 1'33"4 |
| 2    | Sidney Willis   | Regno Unito | 1'34"4 |
| 3    | John Henriksson | Finlandia   | ND     |

| Pos. | Atleta                   | Nazione     | Tempo  |
| ---- | ------------------------ | ----------- | ------ |
| 1    | Colin Lewis              | Regno Unito | 1'31"0 |
| 2    | Bartholomeus Roodenburch | Paesi Bassi | 1'36"2 |
| 3    | Robert Zimmerman         | Canada      | ND     |

| Pos. | Atleta           | Nazione     | Tempo  |
| ---- | ---------------- | ----------- | ------ |
| 1    | Bert Haresnape   | Regno Unito | 1'26"2 |
| 2    | Ludvig Dam       | Danimarca   | 1'26"4 |
| 3    | Amilcare Beretta | Italia      | ND     |

| Pos. | Atleta         | Nazione     | Tempo  |
| ---- | -------------- | ----------- | ------ |
| 1    | Stanley Parvin | Regno Unito | 1'26"2 |

| Pos. | Atleta         | Nazione     | Tempo  |
| ---- | -------------- | ----------- | ------ |
| 1    | John R. Taylor | Regno Unito | 1'25"8 |
| 2    | Gus Goessling  | Stati Uniti | 1'29"0 |
| 3    | Gustaf Wretman | Svezia      | ND     |
| -    | Oscar Grégoire | Belgio      | DNF    |

| Pos. | Atleta           | Nazione     | Tempo     |
| ---- | ---------------- | ----------- | --------- |
| 1    | Gustav Aurich    | Germania    | 1'27"4    |
| 2    | George Cortlever | Paesi Bassi | ND        |
| 3    | Eric Seaward     | Regno Unito | ND        |
| -    | Sándor Kugler    | Ungheria    | 1'27"0 DQ |

### Semifinali
I primi due classificati furono ammessi alla finale.
| Pos. | Atleta           | Nazione     | Tempo  |
| ---- | ---------------- | ----------- | ------ |
| 1    | Arno Bieberstein | Germania    | 1'25"2 |
| 2    | Ludvig Dam       | Danimarca   | ND     |
| 3    | Max Ritter       | Germania    | ND     |
| 4    | Stanley Parvin   | Regno Unito | ND     |

| Pos. | Atleta         | Nazione     | Tempo  |
| ---- | -------------- | ----------- | ------ |
| 1    | Gustav Aurich  | Germania    | 1'28"2 |
| 2    | Bert Haresnape | Regno Unito | 1'28"8 |
| 3    | John R. Taylor | Regno Unito | ND     |
| 4    | Colin Lewis    | Regno Unito | ND     |

### Finale
| Pos.    | Atleta           | Nazione     | Tempo  |
| ------- | ---------------- | ----------- | ------ |
| Oro     | Arno Bieberstein | Germania    | 1'24"6 |
| Argento | Ludvig Dam       | Danimarca   | 1'26"6 |
| Bronzo  | Bert Haresnape   | Regno Unito | 1'27"0 |
| 4       | Gustav Aurich    | Germania    | ND     |